# Leo Maslíah
Leo Maslíah (Montevideo; 26 de julio de 1954) es un compositor, pianista, cantante y escritor uruguayo

## Actividad artística
Nació el 26 de julio de 1954 en Montevideo. Estudió piano con Bertha Chadicov y Wilser Rossi, armonía con Nydia Pereyra Lisaso, órgano con Manuel Salsamendi, y composición con Coriún Aharonián y Graciela Paraskevaídis. Se presentó por primera vez en público en 1974 como solista de órgano interpretando un concierto de Georg Friedrich Händel. A partir de 1978 desarrolló una intensa actividad como autor e intérprete de música popular, habiéndose presentado en muchos países de América y Europa.
En 1981 su composición electroacústica "Llanto" integró la programación del festival anual de la Sociedad Internacional de Música Contemporánea (SIMC) realizado en Bruselas, Bélgica. Las orquestas uruguayas interpretaron varias de sus obras sinfónicas. Sus obras de cámara forman parte del repertorio de algunos intérpretes nacionales y extranjeros. En 1994 fue distinguido por la Fundación Konex de Argentina  entre las cien mejores figuras de las letras argentinas de la década 1984-1994. En 1989 forma parte del elenco de la primera temporada de Peor es nada, junto a Jorge Guinzburg y Horacio Fontova.
En junio del 2003 se estrenó (y se realizaron varias funciones de) su ópera Maldoror, basada en el libro Los cantos de Maldoror del conde de Lautréamont (el célebre poeta francés Isidore Ducasse nacido en Uruguay), en el Teatro Colón de la ciudad de Buenos Aires. En 1998 recibió el Premio Morosoli en reconocimiento a su trayectoria en la música popular, y en 2012 el premio anual de música del Ministerio de Educación y Cultura de Uruguay en la categoría jazz/fusión/latina por su composición "Algo ritmo".
Como compositor e intérprete de música del género llamado «culto», participó en conciertos y grabaciones de música contemporánea uruguaya, argentina y de otros países. También editó, como solista, más de 40 trabajos discográficos. Árboles ganó en 2008, en Argentina, el Premio Gardel al mejor álbum instrumental y Leo Maslíah toca Bach en 2020 el premio al mejor álbum de música clásica. Leo Maslíah publicó también cerca de 40 libros, entre los que se cuentan novelas, recopilaciones de cuentos y obras de teatro. En 2019 fue ganador de los Premios Nacionales de Literatura con su obra Literatura con vallas.
Varias de sus obras de teatro fueron estrenadas en Montevideo y/o Buenos Aires con puesta en escena del autor u otros directores. Sus obras Telecomedia y El ratón fueron acreedoras al premio del Ministerio de Educación y Cultura de Uruguay, en la categoría “comedia”, en 2000 y 2013.
Sus últimos trabajos en teatro fueron "Influencers" (escrita, dirigida e interpretada por Daniel Hendler y Leo Maslíah) estrenada en Buenos Aires en diciembre de 2021 y en Montevideo en septiembre de 2022, El último dictador y la primera dama escrita y dirigida por Leo Maslíah (Elenco: Mariana Escobar y Hugo Piccinini), y Bulimia, reestrenada en junio de 2013 en el Teatro Stella (Elenco: Mariana Escobar, Hugo Piccinini, Eliana Fernández, Javier Chávez Zibil, Santiago Reyes y Sebastián Silvera). Esta última ya había sido estrenada en el 2000 en Uruguay con la participación de Daniel Hendler y posteriormente en el 2003 en Argentina.

## Discografía

### En Uruguay
- Cansiones barias (Ayuí / Tacuabé. 1980)
- Falta un vidrio (Ayuí / Tacuabé a/e31k. 1981)
- Recital especial (Ayuí / Tacuabé a/e40k. 1983)
- Canciones & negocios de otra índole (La Batuta. 1984)
- Extraños en tu casa (La Batuta. 1985)
- Leo Maslíah en español (Ayuí / Tacuabé a/e54k. 1986)
- Leo Maslíah y Jorge Cumbo en dúplex (Orfeo. 1987)
- Leo Maslíah en vivo (Ayuí / Tacuabé a/e65k. 1987)
- Buscado vivo (Variety)
- I lique roc (Orfeo. 1988)
- Leo Maslíah en el Teatro Circular con Liese Lange (Orfeo. 1989)
- El tortelín y el canelón (con Héctor De Benedictis) (Infantil) (Orfeo. 1989)
- Persianas (Orfeo. 1990)
- Sin palabras 1 (Ayuí / Tacuabé a/e92k. 1991)
- 13 años  (Orfeo. 1991)
- Tortugas (Orfeo. 1993)
- Sin novedad (Recopilación) (Orfeo. 1993)
- No juegues con fuego porque lo podes apagar (Versión en audio de la obra de teatro homónima. Grabada en Montevideo en 1993. Perro Andaluz. 1993)
- Sin palabras 2 (Orfeo, Montevideo. 1994)
- Zanguango (Ayuí / Tacuabé ae161cd. 1996)
- Taddei-Maslíah (Ayuí / Tacuabé ae186cd. 1998)
- Canciones desoídas (Recopilación) (Ayuí / Tacuabé. 1999)
- Textualmente 1 (Perro Andaluz. 2001)
- Textualmente 2 (Perro Andaluz. 2002)
- Leo Maslíah en hispania (grabaciones de 1989 y 2002. Perro Andaluz, Montevideo. 2003)
- Improvisaciones (a dúo con Hernán Ríos. Perro Andaluz. 2003)
- Textualmente 3: el neoliberalismo y otros desfalcos (Perro Andaluz. 2004)
- Árboles (Perro Andaluz. 2005)
- Clásicos (Perro Andaluz. 2005)
- Irrestricto (Grabado en vivo junto a Jorge Lazaroff en 1984. Perro Andaluz. 2006)
- Recital soplón (junto a la Banda Sinfónica de Montevideo. Perro Andaluz. 2006)
- Contemporáneo (Menosata. 2007)
- Entreverados (con Carmen Prieto. Menosata. 2007)
- Piano (Menosata, 2008)
- Bases de diálogo (con Sandra Corizzo. Perro Andaluz. 2008)
- Cantanotas (con Lucía Gatti. Perro Andaluz PA 4850-2. 2011)
- La Orquestita (Perro Andaluz PA 5063-2. 2011)
- Música no alineada. (Perro Andaluz PA 5539-2. 2013)
- Leo Maslíah en 'Autores en vivo'. (DVD) (Perro Andaluz PA 5718-9. 2013)
- Leo Maslíah con banda. (DVD) (Perro Andaluz PA 5718-9. 2014)
- Luna sola. (Perro Andaluz PA 6125-2. 2014)
- Montevideo ambiguo (con Hugo Fattoruso. Montevideo Music Group 6450-2. 2015)
- Música y otras mentiras (con Andrés Bedó. Perro Andaluz PA 6868-2. 2016)
- Dos pequeños conciertos para piano (Perro Andaluz PA 6866-2. 2016)

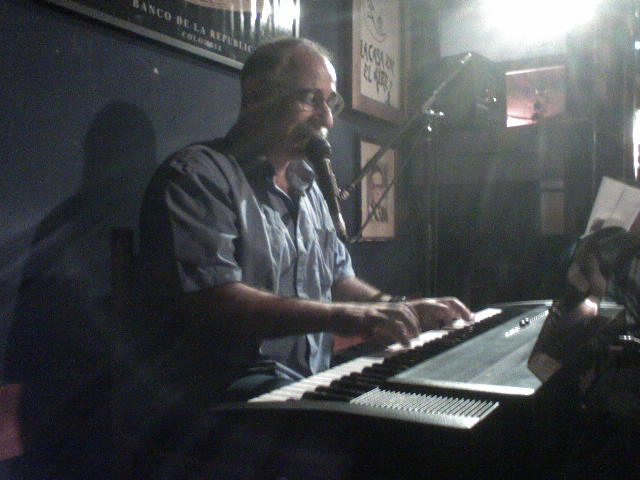
Leo Maslíah tocando en La Casa en el Aire (en Santiago de Chile), 31 de enero de 2008.

### En Argentina
- Desconfíe del prójimo (RCA. 1985)
- Punc (RCA. 1987)
- Buscado vivo (En vivo) (Interdisc SLI 67.511. 1987)
- El tortelín y el canelón (con Héctor De Benedictis) (Infantil) (El Chancho Records. 1989)
- Tema de amor a María Julia (Barca. 1990)
- La mano viene pesada (Barca. 1991)
- Aunque voce nao acredite... Maslíah existe! (Recopilación) (Barca. 1994)
- Opera, castidad & yogur diet (Barca. 1995)
- Lo mejor de Leo Maslíah (Recopilación) (BMG. 1997)
- Zanguango (Polygram. 1998)
- Leo Maslíah y pico (World Music BA. 1999)
- Textualmente 1 (EPSA MUSIC. 2002)
- Textualmente 2 (EPSA MUSIC. 2003)
- Textualmente 3: el neoliberalismo y otros desfalcos (EPSA MUSIC. 2004)
- Clásicos (EPSA MUSIC. 2005)
- Árboles (EPSA MUSIC. 2007)
- Entreverados (Junto a Carmen Prieto. EPSA MUSIC. 2007)
- Bases de diálogo (con Sandra Corizzo. EPSA MUSIC. 2008)
- Jorge de la Vega por Leo Maslíah (con Lucía Gatti y Pablo Somma, Biblioteca Nacional del Argentina. 2010)
- 40 años (Club del Disco. 2018)
- Cine Mudo (Club del Disco. 2019)
- Leo Maslíah toca Bach (Club del Disco. 2019)
- Leo Maslíah en trío con Tato Bolognini y Marco Messina (Club del Disco. 2020)
- Electroacústico (Club del Disco. 2020)
- Jazz (Club del Disco. 2021)
- Últimas canciones (Club del Disco. 2021)
- Vivo y Medio (Club del Disco. 2021)
- Leo Maslíah y María Bentancur en el CCK (En Vivo) (Club del Disco. 2023)
- Canciones políticas, sociales, históricas, económicas, jurídicas y/o testimoniales, Vol. 1 (Recopilación) (Club del Disco. 2023)
- Rendez-vous avec nous (con Lucía Leite) (Club del Disco. 2023)
- Música para teatro y cine usada y no usada, Vol. 1 (Club del Disco. 2023)
- Héctor Tosar por Leo Maslíah (Club del Disco. 2023)

### En otros países
- Leo Maslíah en el Café del Cerro (Alerce, Santiago de Chile. 1989)
- Eslabones (Big World Music, Nueva York. 2000)
- Textualmente 2 (18 Chulos Records, Madrid. 2002)

### Reediciones
- Canciones y negocios de otra índole (Ayuí / Tacuabé a/e56k. 1987)
- Extraños en tu casa (Ayuí / Tacuabé. a/e57k. 1987)
- Sin Palabras 2 (Perro Andaluz. 2001)
- No Juegues con fuego porque lo podés apagar (Perro Andaluz. 2001)
- Falta un vidrio / Recital especial (Ayuí / Tacuabé A/E 251, 2002)
- El tortelín y el canelón  (con Héctor De Benedictis) (Infantil) (Perro Andaluz, 2002)
- El tortelín y el canelón (con Héctor De Benedictis) (Infantil) (EPSA MUSIC. 2003)
- Canciones & negocios de otra índole / Extraños en tu casa (Ayuí / Tacuabé A/E 313, 2007)

## Videografía
- Zanguango
- La Papafrita
- No me agarras más
- La punta de un sauce verde
- Perdón si te molesto con esta sonatina
- Hacia el jardín
- Afloja
- De mente alegre

## Filmografía

### Largometrajes
- El chevrolé (1999) (actor)
- Qué absurdo es haber crecido (2000) (actor)
- Norberto apenas tarde (2010) (actor)
- Welkom (2015) (actor)

### Cortometrajes
- La jeringa  (1987), (actor y musicalizador) (basado en el cuento "Muebles El Canario" de Felisberto Hernández) dirigido por José María Ciganda
- Un tipo bien (guion y actuación)
- Despedida (1994) (basado en el cuento de Leo Maslíah) realización para la Escuela de cine de Eliseo Subiela
- Bifes y fiambres  (basado en el cuento de Leo Maslíah) realización de Sergio Morkin y Pablo Sacchino
- Mensaje presidencial (1994-2014) (guion y realización)
- Conversación con relevos (guion, actuación y edición)
- La librería  (2018) (guion,música y actuación)

## Libros publicados
| Año  | Título                                                                                       | ISBN              | Editorial               | Otros                                             |
| ---- | -------------------------------------------------------------------------------------------- | ----------------- | ----------------------- | ------------------------------------------------- |
| 1983 | Hospital especial                                                                            |                   | Imago                   | Montevideo poemas y letras de canciones           |
| 1984 | Un detective privado ante algunos problemas no del todo ajenos a la llamada "música popular" |                   |                         | cuadernos del TAMP Rosario, Argentina relato      |
| 1985 | Historia transversal de Floreal Menéndez                                                     |                   | Ediciones de la Flor    | Argentina 2.ª edición: 1992 novela                |
| 1987 | El show de José Fin                                                                          |                   | Ediciones de la Flor    | Argentina; 2.ª edición: 1992 novela               |
| 1987 | Teléfonos públicos                                                                           |                   | Monte Sexto             | Montevideo cuentos                                |
| 1987 | Tres obras de teatro El ama de llaves / Democracia en el bar / El zapato indómito            |                   | Ediciones de Uno / Yoea | Montevideo teatro                                 |
| 1989 | El lado oscuro de la pelvis                                                                  | 950-515-035-0     | Ediciones de la Flor    | Argentina, 2.ª edición: 1992 novela               |
| 1990 | La tortuga                                                                                   |                   | Ediciones de la Flor    | Argentina; 2.ª edición: 1992 cuentos              |
| 1991 | Tarjeta roja                                                                                 | 950-515-122-5     | Ediciones de la Flor    | Argentina novela                                  |
| 1991 | Zanahorias                                                                                   | 9974-32-001-1     | Ediciones Trilce        | Montevideo novela                                 |
| 1991 | Pastor de cabras perfectas                                                                   |                   | Senda                   | Bahía Blanca, Argentina poesía                    |
| 1992 | La mujer loba ataca de nuevo                                                                 | 9789871489169     | Yoea                    | Montevideorelatos                                 |
| 1992 | El animal que todos llevamos dentro                                                          | 950-515-126-8     | Ediciones de la Flor    | Argentina cuentos                                 |
| 1993 | El triple salto mortal                                                                       | 950-515-130-6     | Ediciones de la Flor    | Argentina cuentos                                 |
| 1993 | Mentirillas                                                                                  | 9505155743        | Arca                    | Montevideo novela                                 |
| 1994 | El gentilhombre                                                                              |                   | Yoea                    | Montevideo relatos                                |
| 1994 | La miopía de Rodríguez                                                                       | 950-515-138-1     | Ediciones de la Flor    | Argentina cuentos                                 |
| 1994 | La extraordinaria aventura de Arthur Gordon Pam                                              |                   | Yoea                    | Montevideo relatos                                |
| 1995 | La décima pista                                                                              | 950-515-145-4     | Ediciones de la Flor    | Argentina novela                                  |
| 1996 | La buena noticia                                                                             | 950-515-153-5     | Ediciones de la Flor    | Argentina cuentos                                 |
| 1997 | Ositos                                                                                       | 950-515-159-4     | Ediciones de la Flor    | Argentina novela                                  |
| 1997 | Signos                                                                                       |                   | Aymara                  | Montevideo novela                                 |
| 1998 | No juegues con fuego porque lo podés apagar                                                  | 9505155638        | Ediciones de la Flor    | Argentina                                         |
| 1999 | Líneas                                                                                       | 9505151721        | Ediciones de la Flor    | Argentina novela                                  |
| 2000 | Carta a un escritor latinoamericano y otros insultos                                         | 950-515-178-0     | Ediciones de la Flor    | Argentina cuentos                                 |
| 2001 | Telecomedia y otras teatreces                                                                | 9505151845        | Ediciones de la Flor    | Argentina                                         |
| 2002 | Servicio de Habitación                                                                       | 9505155700        | Ediciones de la Flor    | Argentina novela                                  |
| 2002 | Estatutos                                                                                    | 9974766095        | Cauce Editorial         | Montevideo novela                                 |
| 2003 | Horóscopos y otras sentencias                                                                | 9505151888        | Ediciones de la Flor    | Argentina cuentos                                 |
| 2004 | Libretos                                                                                     | 950-515-193-4     | Ediciones de la Flor    | Argentina novela                                  |
| 2005 | Mentirillas seguido de El Lado Oscuro de la Pelvis                                           | 950-515-574-3     | Ediciones de la Flor    | Argentina novelas                                 |
| 2005 | No juegues con fuego porque lo podés apagar                                                  | 950-515-563-8     | Ediciones de la Flor    | Argentina reedición                               |
| 2005 | El oráculo                                                                                   | 9974-7805-3-5     | Perro Andaluz Ediciones | Ilustrado por Sanopi. Uruguay cuentos             |
| 2006 | Tres idiotas en busca de una imbécil y otras piezas                                          | 9505154380        | Ediciones de la Flor    | Argentina teatro                                  |
| 2008 | Cuentos impensados                                                                           | 978-9974-96-476-1 | Menosata                | Uruguay cuentos                                   |
| 2009 | La bolsa de basura                                                                           | 978-9974-96-653-6 | Menosata                | Uruguay cuentos                                   |
| 2010 | La mujer loba ataca de nuevo                                                                 | 9789871489169     | Ediciones Godot         | Argentina cuentos                                 |
| 2010 | El crucero Yarará                                                                            | 9789871489190     | Ediciones Godot         | Argentina novela                                  |
| 2011 | Cuentos de Pompeyo                                                                           | 978-987-1489-26-8 | Ediciones Godot         | Argentina cuentos                                 |
| 2012 | Fábulas, parábolas y paradojas                                                               | 978-9974-8313-7-7 | Criatura Editora        | Uruguay cuentos                                   |
| 2013 | Así las cosas                                                                                | 978-9974-99-038-8 | Menosata                | Uruguay poesía                                    |
| 2013 | Diccionario privado                                                                          | 978-9974-8360-7-5 | Criatura editora        | Uruguay diccionario                               |
| 2014 | Sagrado Colegio                                                                              | 978-9974-8452-7-5 | Criatura Editora        | Uruguay novela                                    |
| 2014 | Crucigramas                                                                                  | 978-9974-8361-2-9 | Perro andaluz ediciones | Coescrito con Sanopi. Uruguay cuentos ilustrados. |
| 2014 | El último dictador y la primera dama / El ratón                                              | 978-9974-8419-7-0 | Criatura editora        | Uruguay teatro                                    |
| 2015 | El bobo del pueblo y otras incorrecciones                                                    | 978-9974-8503-9-2 | Criatura editora        | Uruguay cuentos                                   |
| 2015 | Así las cosas / Poemas sueltos/Pastor de cabras perfectas                                    | 9789871869336     | Ediciones En Danza      | Argentina poemas                                  |
| 2017 | Literatura con vallas                                                                        | 9789974863484     | Criatura Editorial      | Uruguay cuentos                                   |